# Arabisch Schiereiland
Het Arabisch Schiereiland of Arabië (Arabisch: شبه الجزيرة العربية shibh al-jazīrah al-ʻarabīyah of جزيرة العرب jazīrat al-ʻArab;"eiland van de Arabieren" of ook wel "Arabistan") is een gebied in Azië, direct ten oosten van Afrika. Het wordt begrensd door de Rode Zee, de Golf van Aden, de Indische Oceaan, de Arabische Zee, de Golf van Oman en de Perzische Golf.
Het schiereiland omvat de volgende landen: Saoedi-Arabië, Jemen, Oman, Qatar, Koeweit en de Verenigde Arabische Emiraten. Aan de noordrand liggen Jordanië en Irak die ook nog een deel van het schiereiland bezitten. Bahrein ligt op een eiland vlak voor de kust van het schiereiland.
De regio speelt een belangrijke geopolitieke rol in het Midden-Oosten en de Arabische wereld door zijn grote olie- en gasvoorraden.
Voor de Moderne Tijd, werd het Arabisch Schiereiland ingedeeld in vier verschillende regio's: Hidjaz, Nadjd, Zuid-Arabië en Oost-Arabië. Hijaz en Nadjd maken het grootste deel uit van hedendaags Saoedi-Arabië. Zuid-Arabië bestaat uit Jemen en het westelijke deel van Oman (Dhofar). Oost-Arabië bestaat uit de hele kuststrook van de Arabische zijde van de Perzische Golf (de Khaleej).

## Geografie

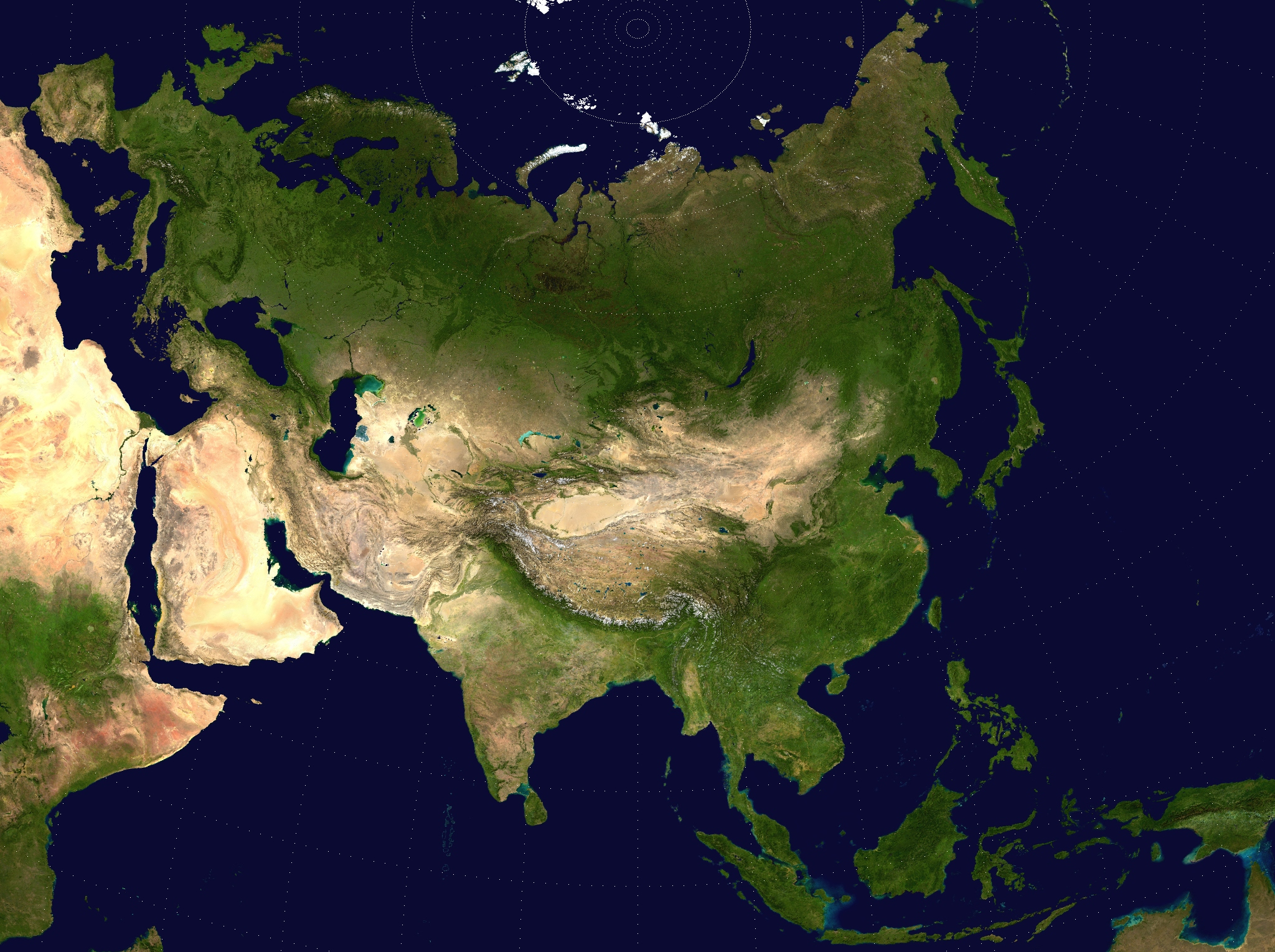
Afrika, het Arabisch subcontinent (Azië) en Eurazië

Het Arabisch Schiereiland is deel van het Aziatisch continent en wordt begrensd door de Perzische Golf (Soms ook wel Arabische Golf genoemd) in het noordoosten, de Straat van Hormuz en de Golf van Oman in het oosten, de Arabische Zee in het zuidoosten en zuiden, de Golf van Aden in het zuiden, de straat van Bab el Mandeb in het zuidwesten en de Rode Zee ten zuidwesten en westen. Het noordelijke deel van het Arabisch Schiereiland loopt over in de Syrische Woestijn zonder duidelijke grens. In het algemeen worden de noordelijke grenzen van Saoedi-Arabië en Koeweit als grens beschouwd.
Het opvallendste kenmerk van het Arabisch Schiereiland is de woestijn, maar in het zuidwesten zijn er gebergten die wat meer neerslag ontvangen dan de rest van het Arabisch Schiereiland. De Harrat Ash Shamah is een grote vulkanische vlakte die zich uitstrekt van het noordwesten van het Arabisch Schiereiland tot in Jordanië en zuidelijk Syrië.
Arabische staten
| Vlag | Land                               | Hoofdstad | Staatsvorm             | Oppervlakte   | Munteenheid            | Opmerking                                             |
| ---- | ---------------------------------- | --------- | ---------------------- | ------------- | ---------------------- | ----------------------------------------------------- |
|      | Bahrein                            | Manama    | Koninkrijk             | 767 km²       | Bahreinse dinar        | Voorheen was Bahrein een emiraat.                     |
|      | Jemen                              | Sanaa     | Republiek              | 527.968 km²   | Jemenitische rial      | Tot 1990 bestond Jemen uit Noord-Jemen en Zuid-Jemen. |
|      | Oman                               | Muscat    | Sultanaat              | 309.500 km²   | Omaanse rial           |                                                       |
|      | Qatar                              | Doha      | Emiraat                | 11.607 km²    | Qatarese rial          |                                                       |
|      | Saoedi-Arabië                      | Riyad     | Koninkrijk             | 2.206.714 km² | Saoedi-Arabische riyal | Voorheen was het land ook een sultanaat en emiraat.   |
|      | Verenigde Arabische Emiraten (VAE) | Abu Dhabi | Federatie van emiraten | 83.600 km²    | VAE-dirham             | Het land bestaat uit 7 emiraten.                      |

Alle landen op het Arabisch Schiereiland hebben het Arabisch als officiële taal en de islam als staatsreligie.

### Politieke grenzen

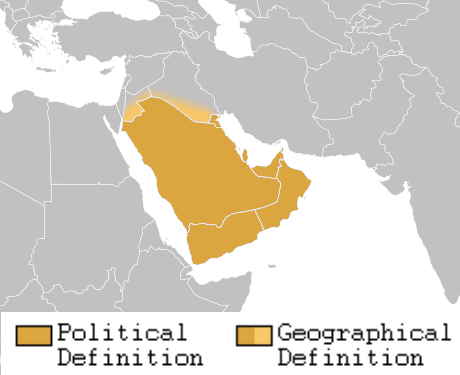
De politieke en geografische definitie van het Arabisch Schiereiland

Het schiereiland bestaat uit de volgende landen: Koeweit, Bahrein, Qatar en de Verenigde Arabische Emiraten (VAE) in het oosten, Oman in het zuidoosten, Jemen in het zuiden en Saoedi-Arabië in het midden. Bahrein ligt op een eiland vlak voor de kust van het schiereiland.
Zes landen (Saoedi-Arabië, Koeweit, Bahrein, Qatar, de Verenigde Arabische Emiraten en Oman) vormen de Gulf Cooperation Council (GCC). Dit is een betwiste term. Iran beweert dat het historisch en internationaal aanvaard is dat de Golf Perzische Golf wordt genoemd, terwijl de Arabische staten, en vooral de zes GCC-leden, claimen dat de Golf Arabisch is omdat de ondiepe zee een geologisch continuüm vormt van de laagliggende kusten van het Arabische Schiereiland.
Het Koninkrijk Saoedi-Arabië bestrijkt het grootste deel van het schiereiland. Het grootste deel van de bevolking van het schiereiland woont in Saoedi-Arabië en Oman. Het schiereiland beschikt over de grootste aardoliereserves van de hele wereld. Saoedi-Arabië en de VAE zijn economisch gezien het rijkste in de regio. Qatar, een klein schiereiland in de Perzische Golf, vormt de thuisbasis van de Arabische televisiezender Al Jazeera. Koeweit, dicht bij de grens met Irak, is een strategisch belangrijk land, wat tot uiting in 2003 kwam toen de Verenigde Staten en hun bondgenoten het land gebruikten als basis voor hun invasie van Irak.

### Bevolking
In 2014 zijn er ongeveer 80 miljoen mensen op het Arabische schiereiland. De bevolking van Jemen bedraagt 27 miljoen. De Saoedi-Arabische bevolking bedraagt 30 miljoen. Oman telt 4 miljoen, net zoals in Koeweit. Bahreins bevolking bedraagt 1,3 miljoen terwijl de bevolking van de Verenigde Arabische Emiraten en Qatar 9,2 en 2,2 miljoen bedraagt.
In 2000 bedroeg de geschatte bevolking van het Arabische Schiereiland nog maar 77 983 936.

### Landschap

Een karavaan in de ad-Dahna Desert in centraal SaudiArabië

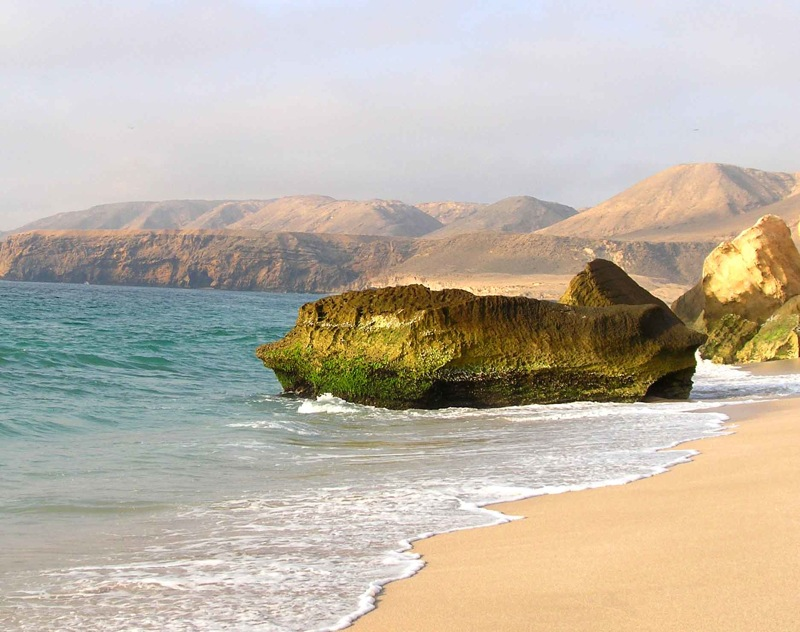
Ras Aljinz, zuidoostelijk Arabië (Oman)

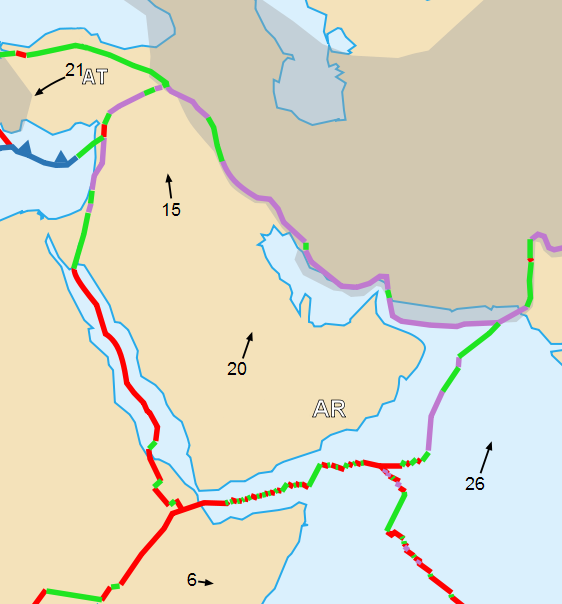
De Arabische Plaat (AR), met snelheden tegenover Afrika in millimeters per jaar

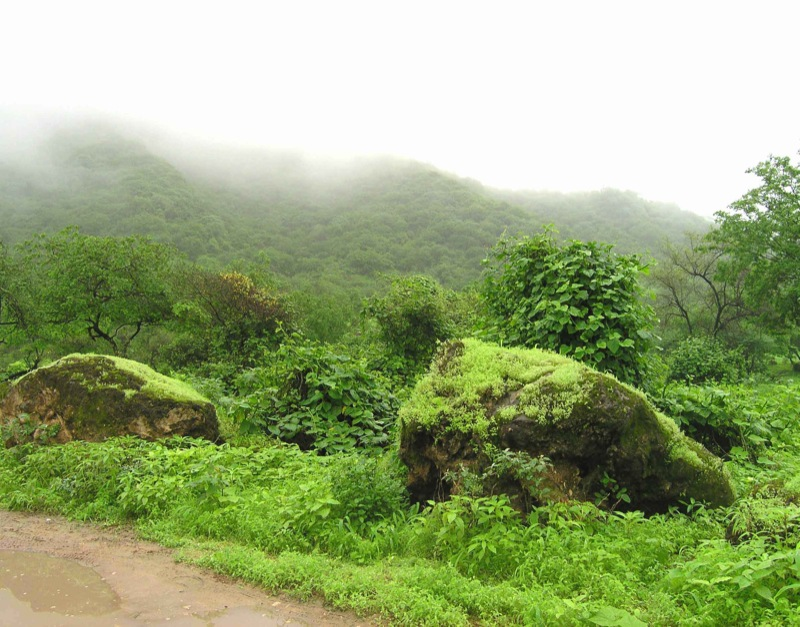
Salalah is een bekende toeristische bestemming in Arabië, bekend om zijn jaarlijks khareef seizoen.

Geologisch gezien wordt deze regio beter het Arabische subcontinent genoemd omdat het op een eigen tektonische plaat ligt, de Arabische Plaat, die geleidelijk afdrijft van Afrika (waardoor de Rode Zee gevormd wordt) naar het noorden, tegen het Euraziatische continent aan (waardoor het Zagrosgebergte wordt gevormd). De best bewaarde ofioliet op Aarde, de Semail ofioliet, komt aan de oppervlakte in de bergen van de VAE en noordelijk Oman.
Een plateau op meer dan 760 meter hoogte strekt zich uit over het Arabische Schiereiland. Het plateau begint in het westen bij de indrukwekkende kliffen aan de kust van de Rode Zee en daalt in oostelijke richting tot aan de ondiepe waters van de Perzische Golf. Het binnenland wordt gekenmerkt door cuesta's en valleien, die gedraineerd worden door een systeem van wadi's. Een boog van zandige en stenige woestijnen ligt in het oosten.
Het schiereiland bestaat uit:
1. een centraal plateau, Nadjd, met vruchtbare valleien en weiden die gebruikt worden voor het grazen van schapen en ander vee.
2. een aantal woestijnen: de stenige Nefud in het noorden;[6] de zandige Rub al Khali of Grote Arabische Woestijn in het zuiden met een geschatte zanddiepte van 180 meter en de Dahna-woestijn ertussenin.
3. Verschillende gebergtes, waaronder belangrijke in de Hidjaz, waar deze parallel liggen aan de kust van de Rode Zee in het westen, maar ook in het zuidoosten van het schiereiland in Oman. De hoogte van de bergen stijgt geleidelijk naarmate men naar het westen gaat en dichter bij Jemen komt. De hoogste pieken liggen allemaal in Jemen, met de 3666m hoge Jabal an Nabi Shu'ayb als hoogste berg van het schiereiland.
4. Stroken van droge of moerassige kusten met koraalriffen aan de Rode Zee (Tihamah).
5. Oases en moerassige kuststreken in Oost-Arabië aan de Perzische Golf.

Arabië heeft weinig meren en permanente rivieren. De meeste gebieden worden gedraineerd door wadi's, rivieren die het hele jaar droog zijn behalve wanneer er regen is gevallen. Wel bestaan er veel oude aquifers onder het grootste deel van het schiereiland en waar dit water de oppervlakte bereikt ontstaan er oases. Twee voorbeelden zijn de Al-Hasa en Qatif oases, twee van de grootste oases van de wereld. Hier is landbouw mogelijk, voornamelijk palmbomen die ervoor zorgden dat het schiereiland meer dadels kon produceren dan eender welke regio in de wereld. In het algemeen is het klimaat zeer warm en droog, al zijn er uitzonderingen. Hogere gebieden worden gekenmerkt door koudere temperaturen en de kust van de Arabische Zee ontvangt soms verrassend koele en vochtige winden in de zomer, veroorzaakt door het opwellen van koud water voor de kust. Er bestaan geen dichte wouden op het schiereiland.

### Landgebruik

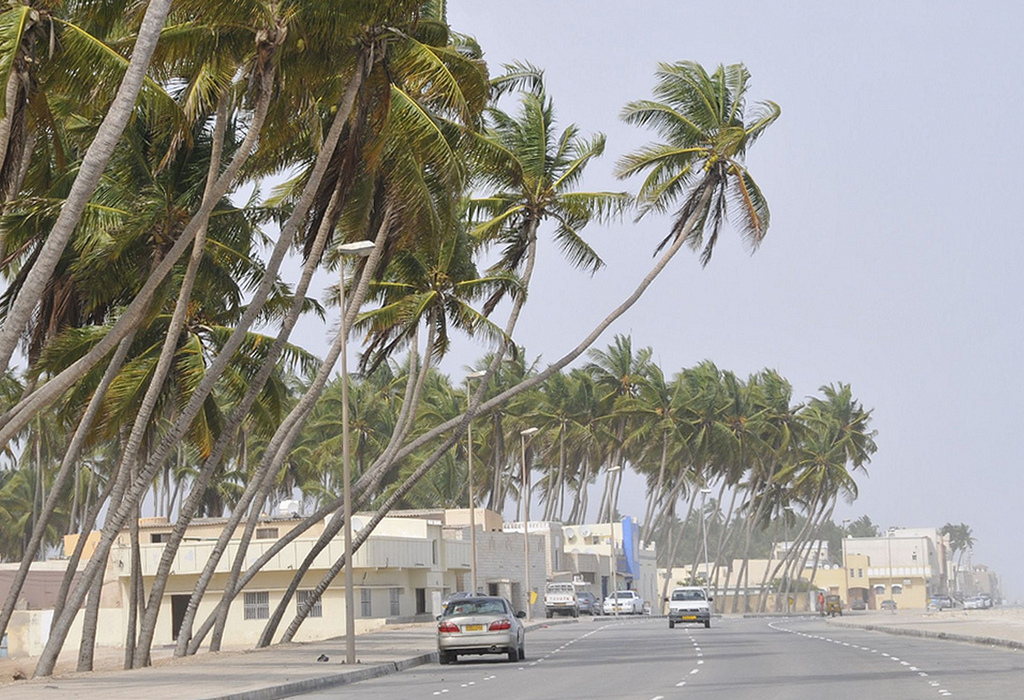
Kokospalmen in Oman (Al Hafa)

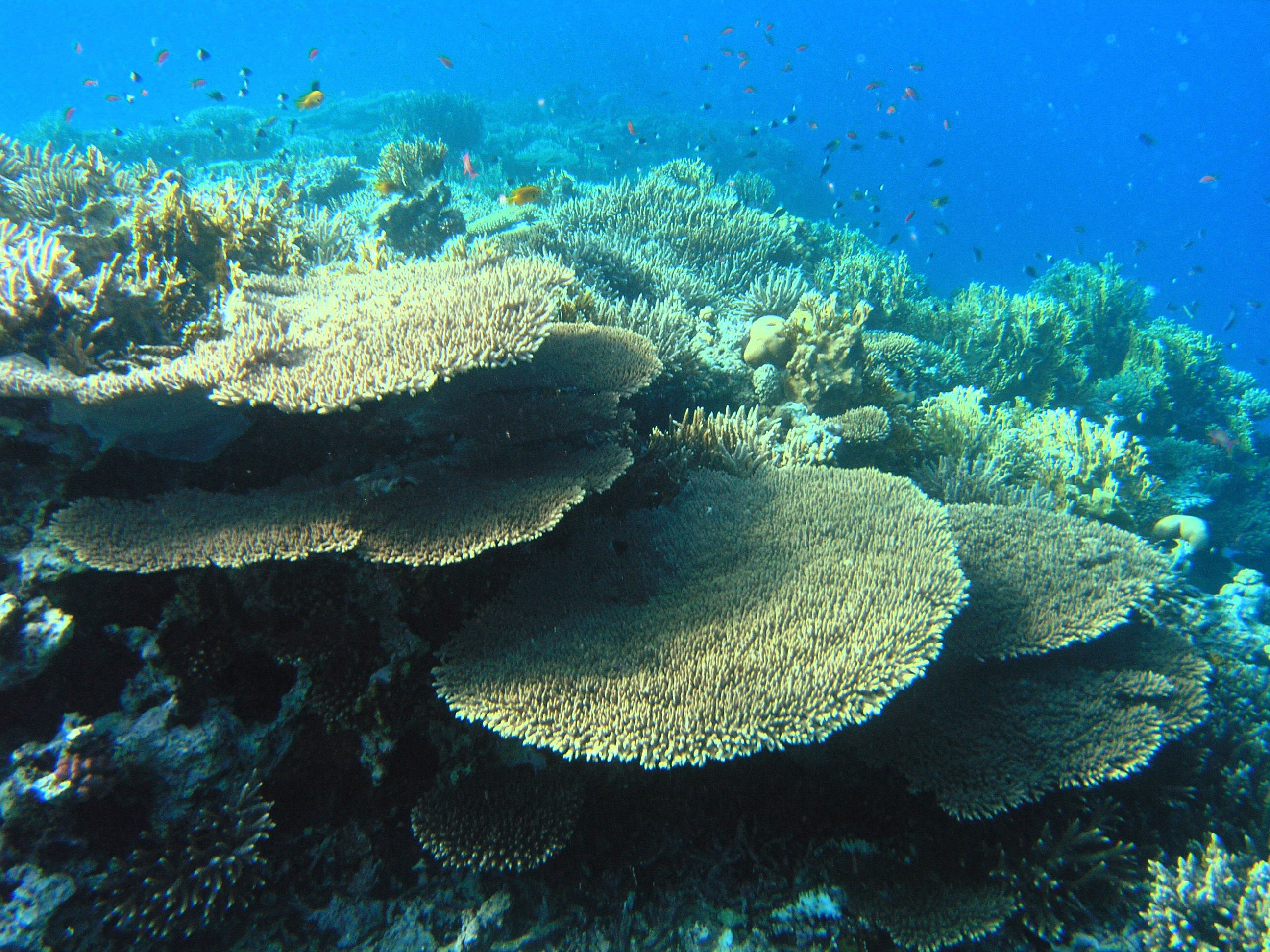
Koraalriffen in de Rode Zee

Het grootste deel van het Arabisch Schiereiland is ongeschikt voor landbouw, wat irrigatie essentieel maakt. De smalle kustvlakte en de geïsoleerde oases, die voor minder dan één procent van de landoppervlakte staan, worden gebruikt voor het verbouwen van graan, koffie en tropisch fruit. Op de rest van het schiereiland is de veeteelt van geiten, schapen en kamelen wijdverbreid.
Sommige gebieden, zoals Dhofar en Al Mahrah in Oman en Jemen kennen een tropisch moessonklimaat. Hier vindt men grootschalige kokospalmplantages. Het grootste deel van Jemen heeft een bergklimaat dat voor een deel beïnvloed wordt door de tropische moessonregens. De vlaktes hebben meestal een tropisch of subtropisch droog woestijnklimaat of een droog steppeklimaat.

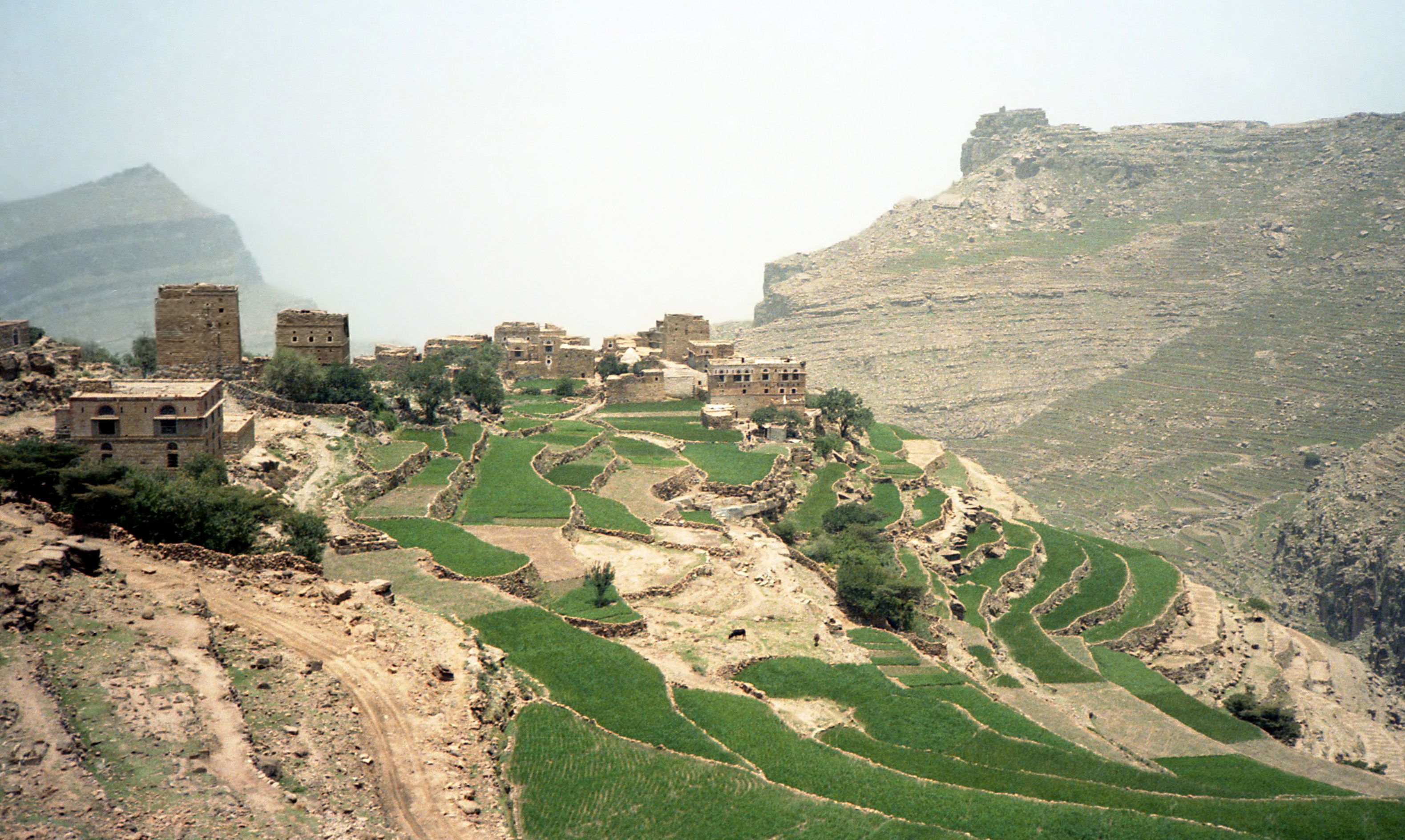
Terraced fields in Yemen

Dankzij de vruchtbare bodems in Jemen ontstonden nederzettingen in bijna heel het land, van zeeniveau tot in de bergen tot hoogtes van 3000 meter hoogte. In de hogere zones zijn grote terrassen gebouwd om de verbouwing van graan, fruit, koffie, gember en khat mogelijk te maken.

## Etymologie
Tijdens de Hellenistische periode was dit gebied gekend als Arabia of Aravia. De Romeinen benoemden drie regio's met een prefix "Arabia", waarmee een groter gebied werd aangeduid dan de huidige term "Arabisch Schiereiland":
- Arabia Petraea: het gebied dat vandaag gelegen is de staten Syrië, Jordanië, de Sinaï en noordwest Saoedi-Arabië. Dit is de enige regio die een Romeinse provincie werd, met Petra als hoofdstad.
- Arabia Deserta: hiermee werd het droge binnenland van het Arabische Schiereiland mee bedoeld. De naam voor deze regio bleef lange tijd in zwang, tot in de 19e en 20e eeuw, tot wanneer het hedendaagse verenigde koninkrijk Saoedi-Arabië.
- Arabia Felix ("Gelukkig Arabië"): deze term werd gebruikt door geografen om Jemen aan te duiden, waar meer regen viel en dat groener was dan de rest van het schiereiland. Hierdoor was de landbouw er lange tijd veel vruchtbaarder.

De Arabische inwoners gebruikten een noord-zuid verdeling van Arabië: Al Sham-Al Yaman, of Arabia Deserta en Arabia Felix. Arabia Felix stond aanvankelijk soms voor het hele schiereiland en soms enkel voor het zuidelijke deel ervan. Wanneer het gebruik van deze term effectief enkel voor het zuidelijke 'groenere' deel gebruikt werd, ging men naar het hele schiereiland verwijzen met het toponiem Arabië. Arabia Deserta was dan de gehele woestijnregio die zich vanaf Arabia Felix naar het noorden uitstrekt tot aan Palmyra en de Eufraat. Ook gebieden ten westen van het schiereiland (ten oosten van Pelusium aan de Nijl) en ten noorden van het schiereiland (tot aan Babylon) werden tot dit grote 'Arabia' gerekend. Het onderscheid tussen 'Groot-Arabië' en het schiereiland was niet zo scherp gedefinieerd.
De Arabieren en het Ottomaanse Rijk beschouwden de grotere regio van het Arabische Schiereiland als 'het land van de Arabieren' (bilad al-Arab of Arabistan). Dit Arabistan was ruimer dan het schiereiland en bestreek een zone die in het noorden begrensd werd door de Eufraat, waarbij ook Cilicië tot Arabistan gerekend werd. De belangrijkste onderverdelingen waren bilad al-Sham (Syrië, Libanon, Jordanië en Palestina), bilad al-Yaman (het gebied in het zuidelijke deel van het schiereiland) en Bilad al-Iraq of het Land van de Rivieroevers (Irak inclusief het hedendaagse Koeweit.
De provincies van Arabië waren: Al Tih, de Sinai, Hidjaz, Asir, Jemen, Hadramaut, Mahra en Shilu, Oman, Hasa, Bahrein, Dahna, Nufud en de Hammad, inclusief de woestijnen van Syrië, Mesopotamië en Babylonië.
In de Moderne Tijd zou de term bilad al-Yaman specifiek gaan verwijzen naar het zuidwestelijke deel van het schiereiland. Arabische geografen gingen naar het gehele schiereiland verwijzen met 'jazirat al-Arab', of het schiereiland van de Arabieren.

## Geschiedenis
De geschiedenis van de menselijke bewoning van het Arabische Schiereiland gaat terug tot 20000 jaar geleden. Er zijn twee momenten geweest waarop de regio een globale impact had op de wereldgeschiedenis. De eerste was in de zevende eeuw wanneer de islam ontstond. De tweede keer was vanaf het midden van de 20e eeuw toen er enorme olievoorraden ontdekt werden die een belangrijke economische en geopolitieke rol gingen spelen.

### Pre-islamitisch Arabië

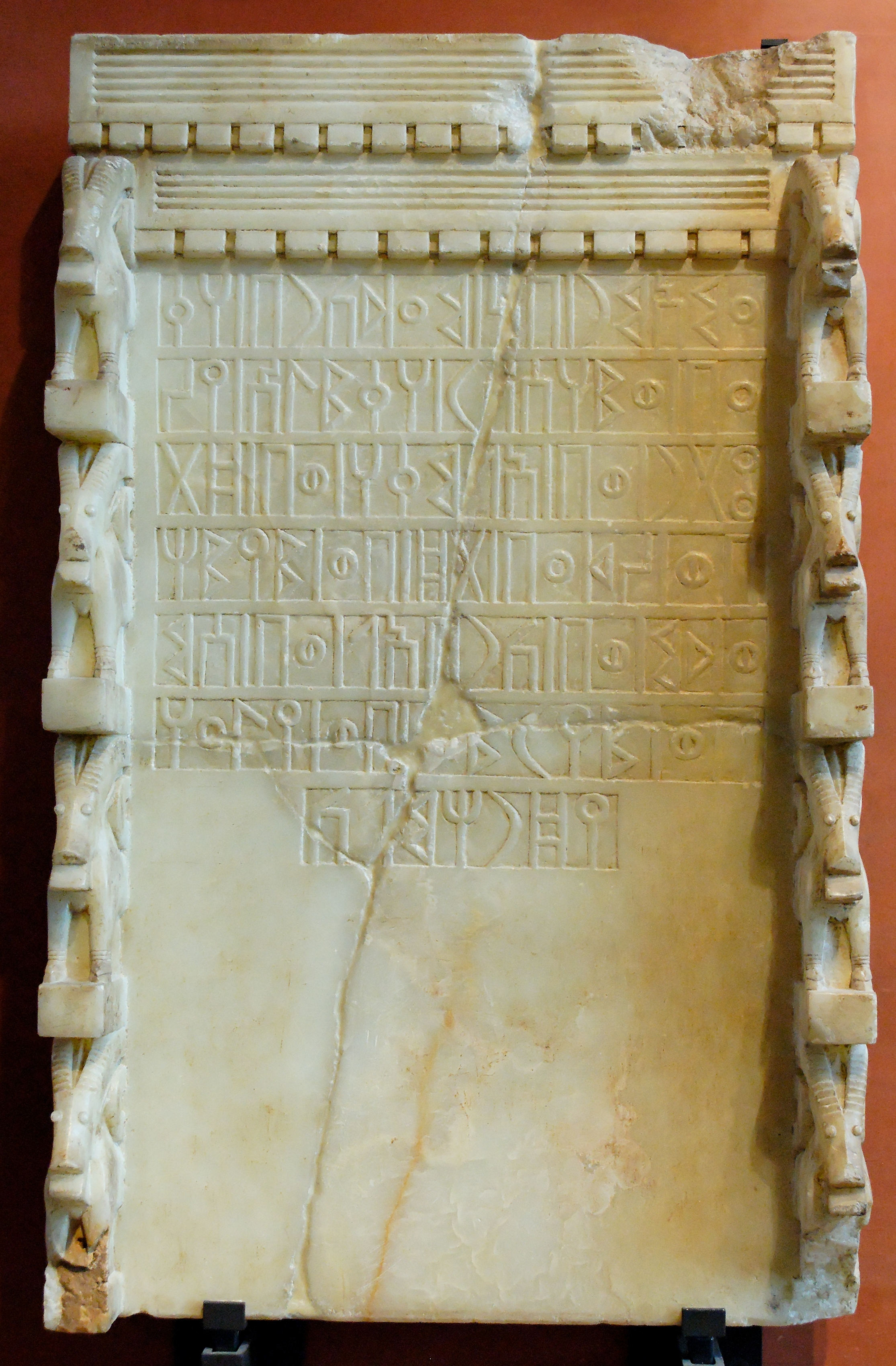
Sabeese inscriptie gewijd aan de god Almaqah, waarin vijf oude Jemenitische goden, twee heersende vorsten en twee gouverneurs worden genoemd, 7e eeuw v.Chr.

Er zijn bewijzen dat de menselijke bewoning van het Arabisch Schiereiland dateert van ongeveer tien- tot twintigduizend jaar geleden. Het klimaat verhinderde echter de vorming van veel nederzettingen. In pre-islamitisch Saudi-Arabië was het grootste deel van het latere land bewoond door nomadische stammen of was het gewoon onbewoond (de onbewoonbare woestijnen). De uitzonderingen hierop waren een beperkt aantal handelsstadjes, zoals Mekka en Medina in de Hidjaz in het westen van het schiereiland.
Archeologische opgravingen hebben echter verschillende beschavingen onthuld: de Dilmunbeschaving in Oost-Arabië aan de kust van de Perzische Golf en de Thamud ten noorden van de Hidjaz. Waarschijnlijk waren er vele samenlevingen op het Arabisch Schiereiland voor de komst van de islam. Het oude Zuid-Arabische koninkrijk van Saba bevond zich in Jemen. Het koninkrijk Kinda bevond zich in centraal Arabië gedurende de vierde, vijfde en vroege zesde eeuw na Christus. Het land Dilmun zou daar ook gelegen kunnen hebben. Het Nabatese koninkrijk bevond zich tussen de Sinaï en het Arabisch Schiereiland. De vroegst gekende historische gebeurtenissen in de Arabische geschiedschrijving zijn migraties vanuit het schiereiland naar de omliggende gebieden.
Het Arabisch Schiereiland wordt algemeen gezien als de originele Urheimat van de Semitische talen. Het historische belang van de Perzische (Sassanidische) haven Siraf voor de handel in de oudheid is nog maar recent ontdekt. Hier ontdekte men bij archeologische opgravingen ivoren objecten uit Oost-Afrika, stenen voorwerpen uit India en lapis lazuli uit Afghanistan. De nederzetting Siraf dateert van de Parthische periode.

### Opkomst van de islam

Veroveringen door de kaliefen
Uitbreiding onder Mohammed, 622–632/A.H. 1–11
Uitbreiding tijdens het
Uitbreiding tijdens het Omajjaden kalifaat, 661–750/A.H. 40–129.

Tijdens de zevende eeuw ontstond de islam op het Arabisch Schiereiland. De islamitische profeet Mohammed werd geboren in Mekka rond 570 en begon te prediken in deze stad rond 610. In 622 migreerde hij naar Medina. Van daaruit verenigden hij en zijn gezellen de Arabische stammen onder de vlag van de islam. Mohammed stichtte een nieuwe verenigde staat op het Arabische schiereiland, die tijdens de op elkaar volgende Rashidun en Omajjaden kalifaten een eeuw van snelle groei van Arabische macht betekende, ver buiten de grenzen van het Arabische schiereiland. In enkele decennia slaagden de moslims erin het Byzantijnse leger te verslaan en het Perzische Rijk te vernietigen. De islamitische staat groeide uit tot een groot islamitisch Arabisch Rijk met een invloedssfeer van Noordwest-India via Centraal-Azië, het Midden-Oosten, Noord-Afrika, Zuid-Italië en het Iberië tot aan de Pyreneeën. De politieke focus van de moslimwereld verschoof naar de veroverde gebieden, maar Mekka en Medina bleven wel de belangrijkste religieuze plaatsen in de moslimwereld. De Koran schrijft voor dat elke moslim die hiertoe de mogelijkheid heeft, eenmaal in zijn leven een pelgrimstocht of Hadj naar Mekka dient te maken tijdens de 12de islamitische maand Dhu al-Hijjah. Bij de al-Masjid al-Haram (de Grote Moskee) in Mekka bevindt zich de Kaäba, de meest heilige voor de islam, en de Masjid al-Nabawi (de Moskee van de Profeet) in Medina is de plaats waar Mohammed begraven werd. Zo werden Mekka en Medina vanaf de zevende eeuw bedevaartsoorden voor grote aantallen moslims van over de hele islamitische wereld.

### Middeleeuwen
Ondanks het spirituele belang, werd Arabië al gauw een perifere regio binnen de islamitische wereld, waarin de middeleeuwse islamitische staten bestuurd werden vanuit verre steden als Damascus, Bagdad en Caïro. Vanaf de tiende eeuw tot de twintigste eeuw bestuurden de Hasjemietische Sjarief van Mekka wel een staat in het meest ontwikkelde deel van het schiereiland, de Hidjaz. Oorspronkelijk bestuurden zij enkel de heilige steden Mekka en Medina, maar in de dertiende eeuw werd dit uitgebreid met de rest van de Hidjaz. Ze konden deze regio autonoom besturen, maar waren zelf nog steeds vazal van een van de grote islamitische rijken. Gedurende de Middeleeuwen betrof het de Abbasiden in Bagdad en de Fatimiden, Ajjoebiden en Mammelukken in Caïro.

### Moderne geschiedenis

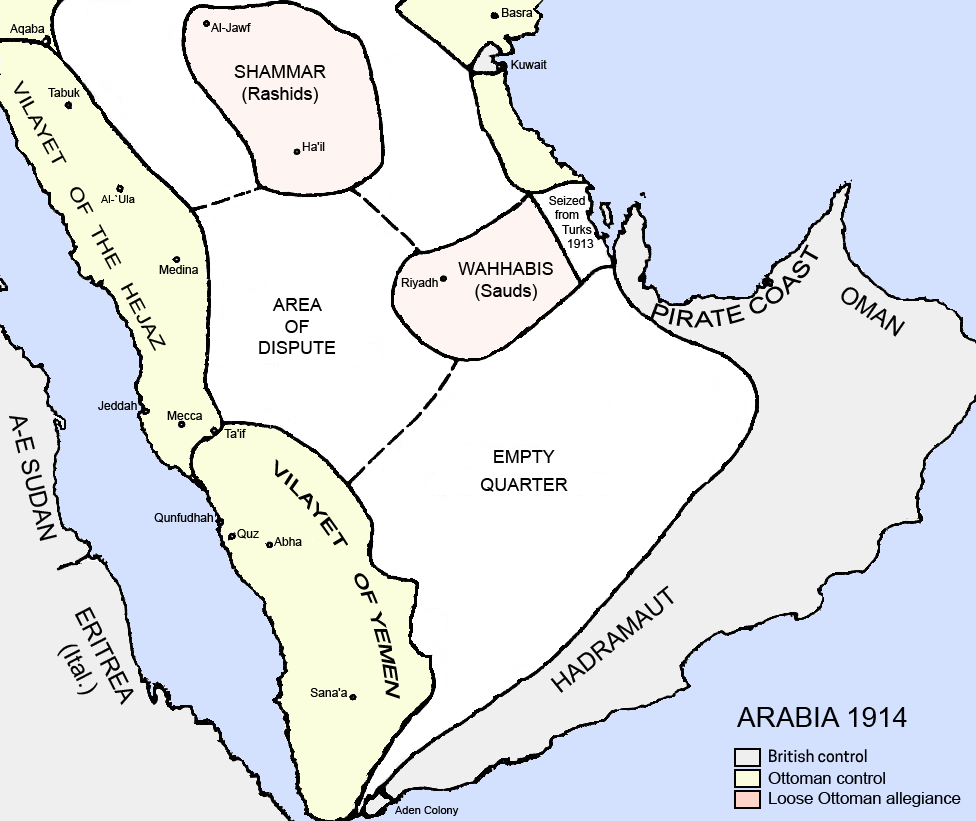
Het Arabische schiereiland in 1914

De afdeling van het Ottomaanse leger voor de provincie Arabië (Arabistan Ordusu had zijn hoofdkwartier in Syrië, bestaande uit het hedendaagse Syrië, Libanon, Jordanië, Palestina en Israël. Dit leger was verantwoordelijk voor Syrië, Cilicië, Irak en de rest van het Arabisch schiereiland. De Ottomanen hadden nooit enige controle over centraal Arabië (de Nadjd).
Het Damascus Protocol (1914) is demonstratief voor de regionale verhoudingen tijdens de Eerste Wereldoorlog. De Arabieren uit Hijaz vroegen de Britten om hun recht op onafhankelijkheid te steunen. Het voorstel bevatte het hele Arabische gebied ten zuiden van een lijn die vandaag ongeveer samenvalt met de noordgrenzen van Syrië en Irak, inclusief Cilicië. Ze hadden een nieuwe Arabische staat voor ogen, of een confederatie van Arabische staten, die naast ten noorden van het schiereiland zou liggen. Zij zou bestaan uit Cilicië, İskenderun en Mersin, Irak (inclusief Koeweit), Syrië, Libanon, Jordanië en Palestina.

#### Hijaz-spoorweg
Begin twintigste eeuw begonnen de Ottomanen aan een ambitieus project: de bouw van een spoorweg die de hoofdstad Istanboel zou verbinden met de zetel van het islamitische kalifaat en de Hijaz, de bestemming van de jaarlijkse Hadj pelgrimstocht. Een andere belangrijk doel was de economische en politieke integratie van de perifere Arabische provincies in de Ottomaanse staat te verbeteren en het transport van militaire troepen te vergemakkelijken.

#### Arabische revolutie en de unificatie van Saudi-Arabië

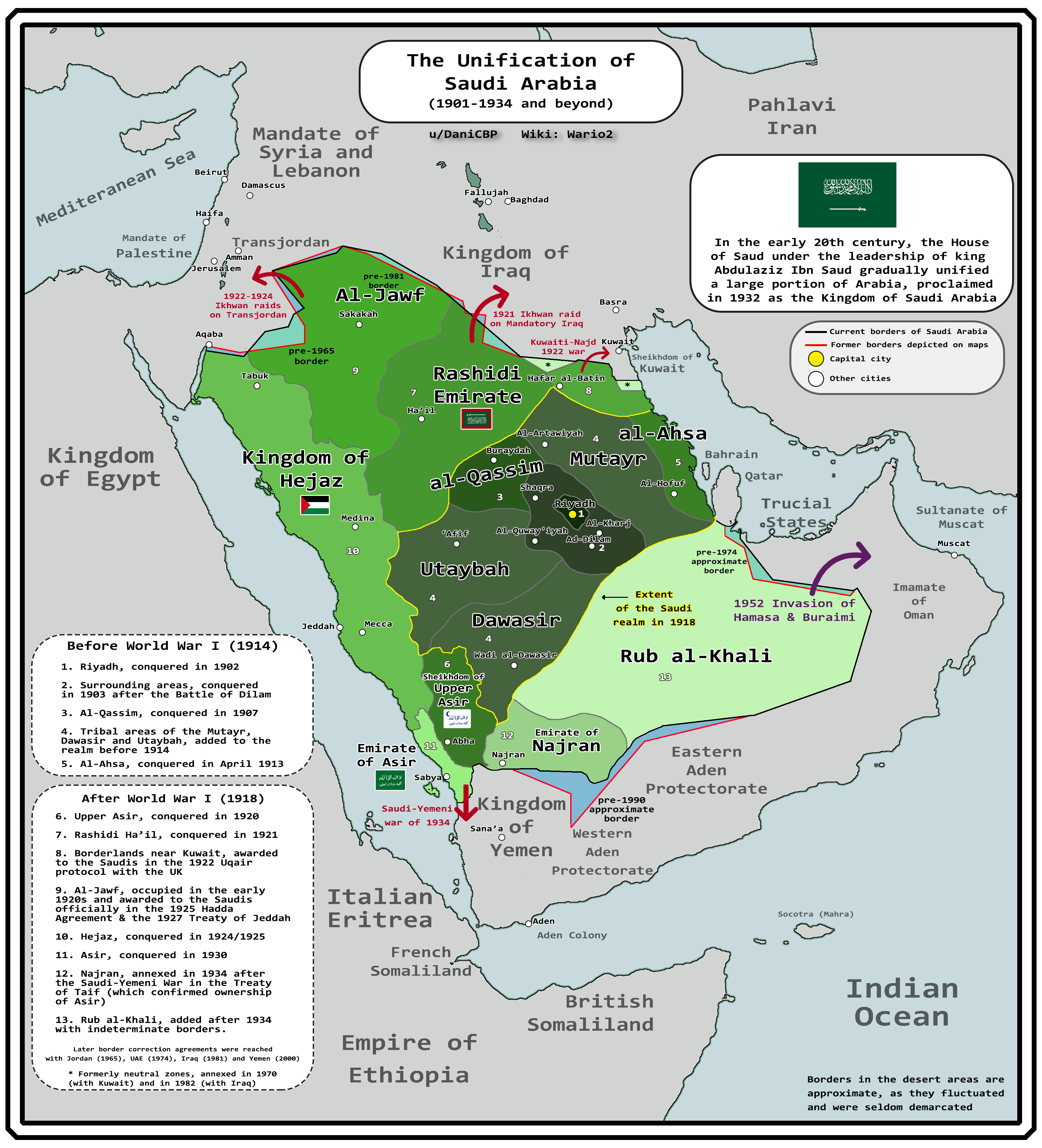
Kaart van de eenwording van Saoedi-Arabië, van 1901 tot 1932 in fasen.

De belangrijkste ontwikkelingen in de vroege twintigste eeuw waren de Arabische Revolutie tijdens de Eerste Wereldoorlog en het einde en opdeling van het Ottomaanse Rijk. De Arabische Revolutie (1916-1918) werd geïnitieerd door sjarief Hoessein ibn Ali met als doel het verkrijgen van onafhankelijkheid van het Ottomaanse Rijk en de creatie van een gemaakte Arabische staat van Aleppo in Syrië tot Aden in Jemen. Tijdens de Eerste Wereldoorlog, in juni 1916, ging Sharif Hussein een alliantie aan met het Verenigd Koninkrijk en Frankrijk.
In dezelfde tijd was er echter een heel andere dynamiek op het schiereiland ontstaan. In 1902 had Abdoel Aziz al Saoed de stad Riyad veroverd. Abdoel Aziz zette de veroveringstocht verder in 1913 en onderwierp Al-Hasa en de rest van de Nadjd, maar ook de Hidjaz tussen 1913 en 1926. Hierbij versloeg hij Sharif Hoessein ibn Ali en stichtte hij de hedendaagse staat Saoedi-Arabië. Al Saoed was niet de eerste die zo'n groot deel van het Arabische Schiereiland onder zijn controle had. Het Huis van Saoed bestuurde al sinds de zeventiende eeuw delen van Arabië. In die tijd ontstond al twee maal een Saoedische staat. De Eerste Saoedische Staat (1744-1818) besloeg op zijn hoogtepunt bijna exact hetzelfde grondgebied als de huidige staat met de Golfstaten. De Ottomanen stuurden echter de Egyptische generaal Ibrahim Pasja om de macht van het Saoedische Rijk in te perken. Deze versloeg de Saudi's in de Ottomaans-Saoedische Oorlog (1811-1818) en verwoestte hierbij de hoofdstad Diriyah. Salafisten en de overblijvende leden van de Saud-familie stichtten echter de Tweede Saoedische Staat (1824-1891) nadat ze de Egyptische troepen uit Riyad verjaagd hadden. Deze staat was een stuk kleiner in omvang en ging ten onder aan interne conflicten. Het lot van deze tweede staat werd bezegeld bij de Slag bij Mulayda in 1891. Zodoende stichtte Ibn Saud in 1932 de derde Saoedische staat, het huidige Saudi-Arabië.

#### Olievoorraden
In de jaren dertig van de twintigste eeuw werden grote olievoorraden ontdekt in het oosten. De olieproductie bracht grote rijkdom voor de staten van het schiereiland, met uitzondering van Jemen.

#### Burgeroorlog in Jemen
Tussen 1962 en 1970 werd in Noord-Jemen de Noord-Jemenitische Burgeroorlog uitgevochten tussen royalisten van het Mutawakkilitisch Koninkrijk Jemen en facties van de Jemenitische Arabische Republiek. Er leefde in die tijd sympathie voor het panarabisme en de Verenigde Arabische Republiek van Gamal Abdel Nasser. De oorlog begon met een staatsgreep door de republikeinse leider, Abdullah as-Sallal, die de nieuwe koning Muhammad al-Badr afzette en de republiek afkondigde onder zijn presidentschap. De koningsgetrouwen ontvingen steun van Saudi-Arabië, terwijl de republikeinen ondersteund werden door Egypte en de Sovjet-Unie. Rond 1967 verzwakte de steun vanuit Egypte vanwege de Zesdaagse Oorlog met de staat Israël. In 1970 erkende de koning van Saudi-Arabië, Faisal bin Abdoel Aziz al-Saoed, de republiek en werd er een wapenstilstand ondertekend.

#### Koeweit en de Golfoorlog

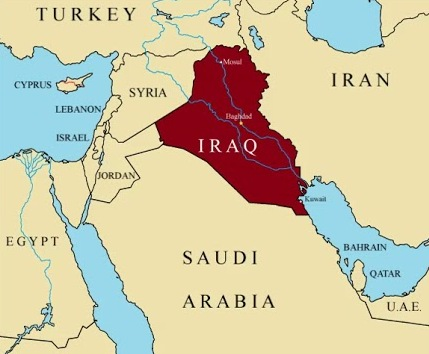
Kaart van Irak sinds de annexatie van Koeweit.

In 1913 hadden de Britten een verdrag voorgesteld aan het Ottomaanse Rijk waarin Koeweit, waar de Britten sterk vertegenwoordigd waren, autonoom zou worden. In die tijd was Koeweit slechts een district van de vilajet (provincie) Basra. De Eerste Wereldoorlog brak echter uit en het voorstel werd vergeten. Na de wereldoorlog werd Koeweit een Brits protectoraat, los van Irak. In 1937 werd er olie ontdekt door de Kuwait Oil Company, een joint venture van het Britse Anglo-Persian, het latere BP, en het Amerikaanse Gulf Oil. In 1961 verkreeg Koeweit de onafhankelijkheid. Irak claimde dat Koeweit eigenlijk deel was van het Iraakse territorium, maar erkende formeel de Koeweiti onafhankelijkheid en zijn grenzen in 1963. Tijdens de jaren zestig en zeventig werden grote olievelden ontdekt, onder andere in de gebieden tegen de grens met Irak. In 1990 hernieuwde Irak de claims op delen van het Koeweiti grondgebied en hield vol dat de Britten in 1951 de grenzen foutief hadden afgebakend. Daarnaast beweerde Irak dat de Koeweiti via de Iraakse olie in grensoverschrijdende olievelden oppompte.
De Iraakse krijgsmacht viel Koeweit binnen tijdens de Golfoorlog (1990-91). Egypte, Qatar, Syrië en Saoedi-Arabië gingen een multinationale coalitie aan onder leiding van de Verenigde Staten om Koeweit te steunen.

## Transport en industrie
De extractie en raffinage van olie en gas zijn de belangrijkste industriële activiteiten op het Arabische Schiereiland. De regio heeft ook een dynamische bouwsector. Veel steden pakken uit met de rijkdom die gegenereerd wordt door de olie-industrie. De dienstensector wordt gedomineerd door financiële en technische (zoals de bouwsector) die de olie-industrie ondersteunen. Traditionele ambachten zoals de tapijtweverij zijn nog aanwezig op het platteland.